# Prusicko (gmina)
Prusicko – dawna gmina wiejska istniejąca na przełomie XIX i XX wieku w guberni piotrkowskiej. Siedzibą władz gminy było Prusicko.
Za Królestwa Polskiego gmina Prusiecko (alt. gmina Prusiecko) należała do powiatu noworadomskiego (radomszczańskiego) w guberni piotrkowskiej.
Gmina została zniesiona w 1874 roku, a jej obszar (Broniszew Nowy, Broniszew Stary, Kuźnica, Prusicko i Wólka Prusicka) włączono do gminy Dworszowice.